# Without Love (Album)
Without Love ist das 1985 erschienene zweite Studioalbum der aus Portland, Oregon, stammenden, in Los Angeles, Kalifornien, ansässigen Hard-Rock-Band Black ’n Blue. In Deutschland war das Album ein knappes halbes Jahr nur als Importware erhältlich.

## Entstehungsgeschichte
Nachdem das Debütalbum mit Dieter Dierks in Köln entstanden war, hätte die Band gerne wieder mit ihm gearbeitet. Es ließ sich allerdings zeitlich nicht einrichten. Dasselbe Problem bestand hinsichtlich ihres Förderers Don Dokken. Neben dem zeitlichen Aspekt wurde noch ein finanzieller angeführt und schließlich auch der Wunsch, sich zu verändern. Deshalb entschied man sich für Bruce Fairbairn, Eigentümer der Little Mountain Sound Studios im kanadischen Vancouver.
Man hatte fast ein Dutzend Wochen intensiv an Liedern gearbeitet und nahm rund 15 Rohfassungen mit ins Studio, darunter kein altes aufgemotztes Material, sondern nur aktuelle Neuschöpfungen. Da Fairbairn mit dem Musiker und Komponisten Jim Vallance (z. B. Summer of ’69) auf verschiedenen Ebenen zusammenarbeitete und Vallance ihn gerade bat, ihm bei der Ausarbeitung einer Idee behilflich zu sein, schaltete sich St. James ein und es entstand das Titellied Without Love, das als zweites ausgekoppelt wurde. Die Gunst der kreativen Stunde nutzend, legte die Band Vallance ein Lied vor, das zwar prinzipiell fertig war, dem aber noch das gewisse Etwas fehlte. Dafür sorgte Vallance umgehend, und im selben Moment stand die erste Single fest, nämlich jenes Miss Mystery. Feinschliff wurde darüber hinaus von Gitarrist Thayer betrieben, indem er oft stundenlang versunken in einer Ecke saß, um ein Solo zu optimieren.
Zum Resultat, das nach nur zehn Wochen vorlag, bemerkte St. James: „Sämtliche Songs verfolgen eine bestimmte Linie, die sich durch das gesamte Album zieht. Sie ist heavy und trotzdem melodisch. Ich denke, es ist wichtig, daß ein Album Abwechslung bietet. Es ist außerdem notwendig, daß man ganz verschiedene Stilrichtungen verarbeitet. Das haben wir aus unserem ersten Album gelernt.“ Und Thayer: „Wir wollen unsere Fans mit ständigen neuen Ideen überraschen!“ „Wir wollten das ganze Spektrum unserer Möglichkeiten ausschöpfen, mit verschiedenen Stilen und zugleich interessanten Elementen experimentieren, anstatt nur sturen, geraden Rock'n'Roll zu hämmern wie beim ersten Album.“ Laut St. James waren Band, Produzent und Plattenfirma hoch zufrieden.
Das Coverartwork, eine Großaufnahme blauer Rosen vor einem engmaschigen Gitter, fertigte Andy Janson an, die Gruppenfotos auf der Rückseite und der Innenhülle machte der zuvor unter anderem für Sammy Hagar, aber auch für die eine ganz andere musikalische Richtung repräsentierende Band Devo tätige Moshe Brakha. Blaue Rosen gelten in Japan als Liebes- und Treuesymbol. In Japan erlebte Black 'n Blue im Gegensatz zu den Vereinigten Staaten fanatische dankbare Fans. Nach der Veröffentlichung im Oktober 1985 ging es ab Ende November über zwei Monate lang mit Kiss auf Tour.

## Gastmusiker
Produzent Bruce Fairbairn war der Hausproduzent von Loverboy. Jeweils zwei von deren Mitgliedern wirkten aktiv am Album mit, zwei weitere wurden in der Danksagung erwähnt. Mike Reno sang die Backing Vocals bei We Got the Fire und Doug Johnson bediente bei einigen Stücken die Keyboards. Loverboy-Schlagzeuger Matt Frenette sowie Bassist „Spider“ wurden für Jamsessions gedankt. Ein Produkt dieser Sessions, an dem auch Tontechniker Bob Rock als Gitarrist teilnahm, ist die nur in Japan veröffentlichte Coverversion des Aerosmith-Liedes Same Old Song and Dance. Für weitere Keyboardeinsätze standen Steve Porcaro von Toto und der Bryan-Adams-Studiomusiker Dave Pickell zur Verfügung. Außerdem wirkte Adam Bomb, der solistisch und mit diversen bekannten Bands Alben als Gitarrist aufgenommen hatte, neben Jim Vallance, der ein elektronisches Schlagzeug einsetzte, mit.

## Titelliste
Seite 1:
1. Rockin’n on Heaven’s Door (Thayer/St. James) – 3:27
2. Without Love (Vallance/St. James) – 3:34
3. Stop the Lightning (Thayer/St. James) – 4:04
4. Nature of the Beach (Thayer/St. James) – 3:45
5. Miss Mystery (Thayer/St. James/Vallance) – 4:00

Seite 2:
1. Swing Time (Warner/St. James) – 3:16
2. Bombastic Plastic (St. James) – 3:38
3. We Got the Fire (Warner/St. James/Thayer) – 3:05
4. Strange Things (Warner/St. James/Thayer) – 3:25
5. Two Wrongs (Don't Make It Love) (Thayer/St. James) – 3:49

Nur auf japanischer CD von 1994:
1. Same Old Song and Dance (Joe Perry/Steven Tyler) – 4:14

## Rezeption
Mike Blim (Metal Hammer) sagte das frisch erschienene Album nicht zu: „Steriler geht es kaum.“ Er bemaß es mit nur 3 von 7 Punkten. Im Rock Hard jener Tage ließ Joachim Prein das Reizwort „Kommerz“ fallen und vergab (ohne es durchgehört zu haben) 4 von 10 Punkten.
Spätere Meinungen fielen positiver aus. So wiederholte zwar Oliver Klemm zehn Jahre danach im Rock Hard den Kommerzvorwurf, gestand einigen Titeln aber den Rang von „Classics der originalen L.A.-Szene“ zu. Im Internet finden sich bei allmusic.com 2,5 Punkte von 5 möglichen für das Album, während die beiden Redakteure, die es für metalreviews.com rezensiert haben, 83 beziehungsweise 86 von 100 Punkten vergaben.